# Wilhelm (Braunschweig)

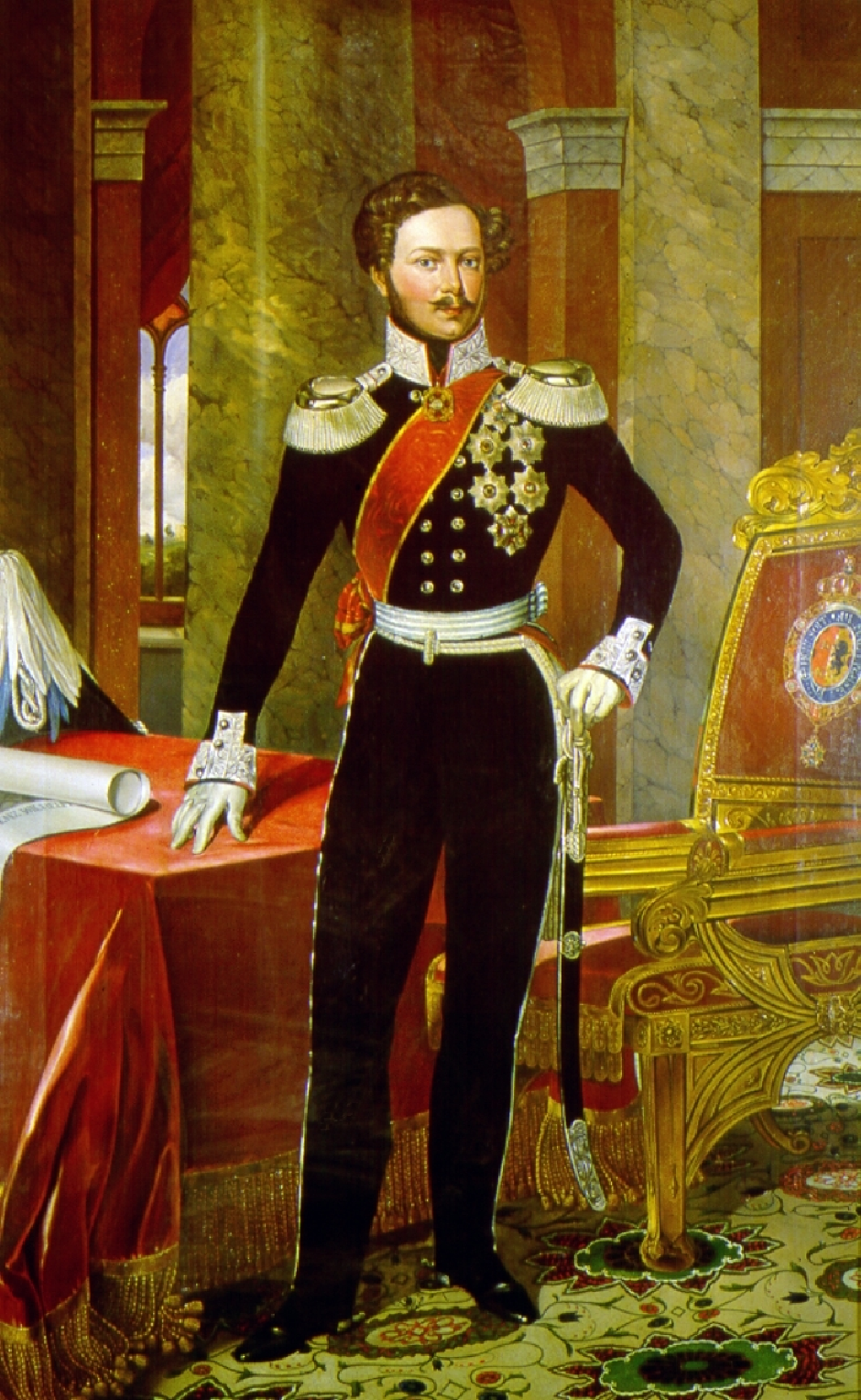
Wilhelm, in Braunschweiger Generalsuniform, um 1840

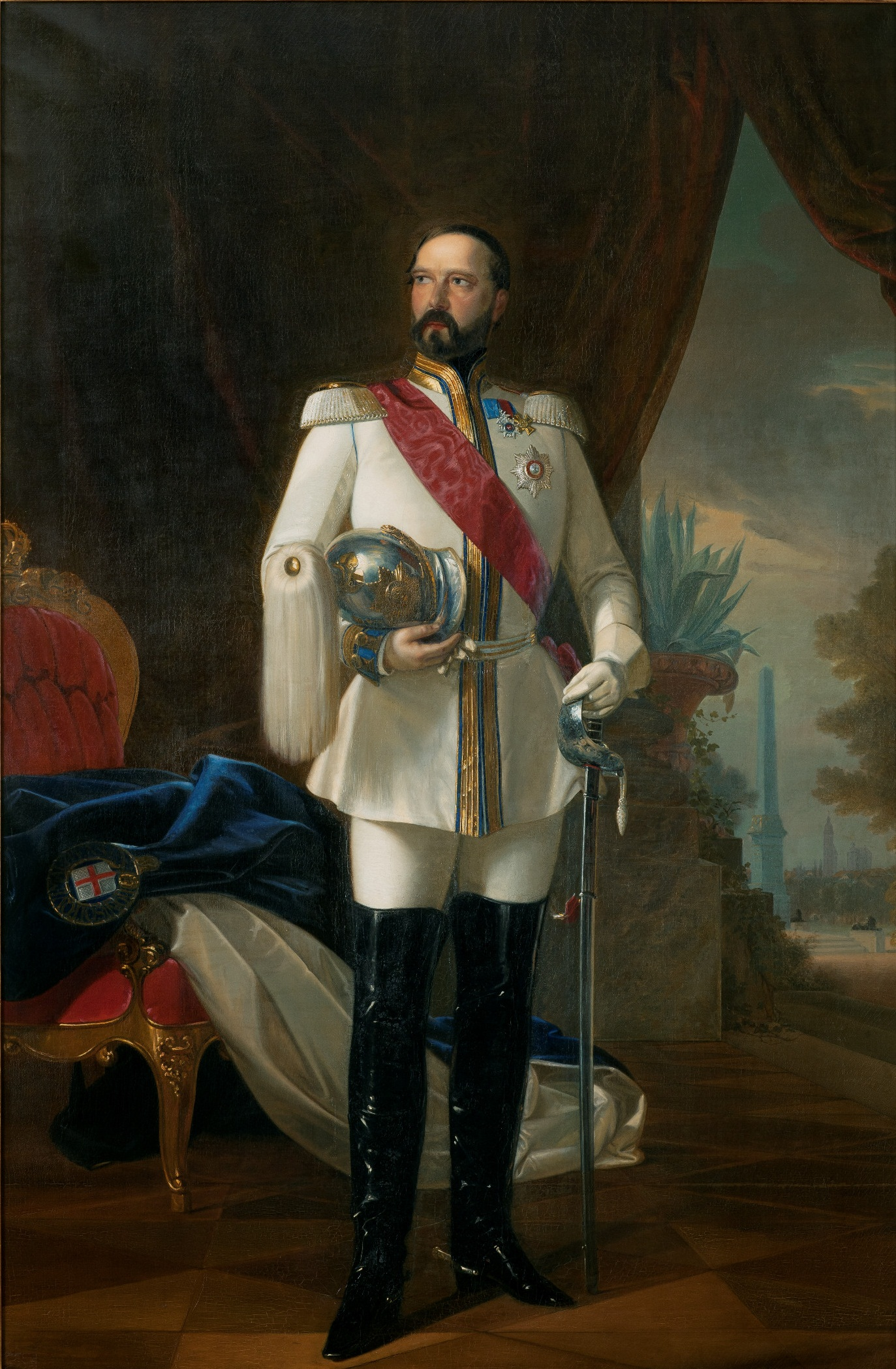
Wilhelm als Chef der hannov. Garde-Kürassiere, zwischen 1852 und 1866

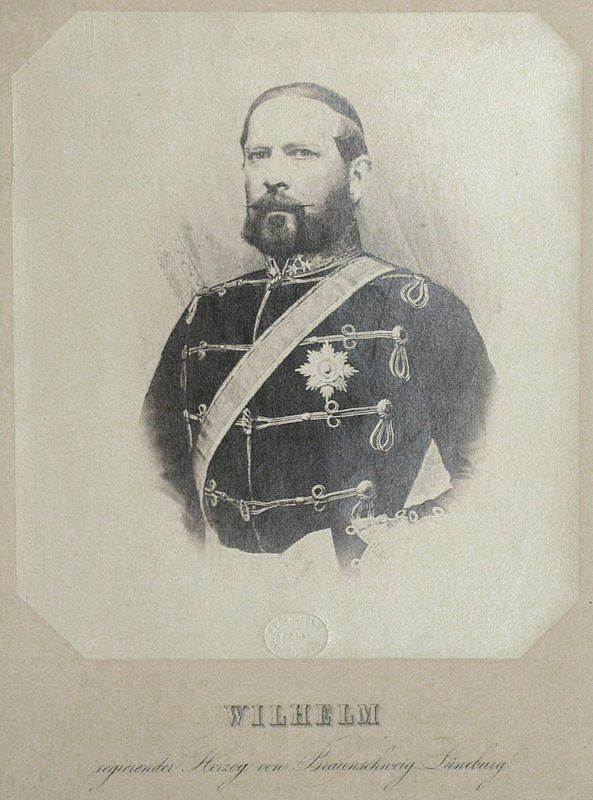
Herzog Wilhelm, in der von 1852 bis 1867 getragenen Braunschweiger Generalsuniform, mit Kragensternen und -borten nach österreichischem Muster

Wilhelm August Ludwig Maximilian Friedrich (* 25. April 1806 in Braunschweig; † 18. Oktober 1884 in Sibyllenort), Herzog zu Braunschweig und Lüneburg sowie Oels aus dem Geschlecht der Welfen war von 1830 bis zu seinem Tode Herzog von Braunschweig.

## Leben und Wirken
Wilhelm war der zweite Sohn von Friedrich Wilhelm, Herzog zu Braunschweig und Lüneburg und Maria von Baden (1782–1808), Tochter von Karl Ludwig von Baden (1755–1801).

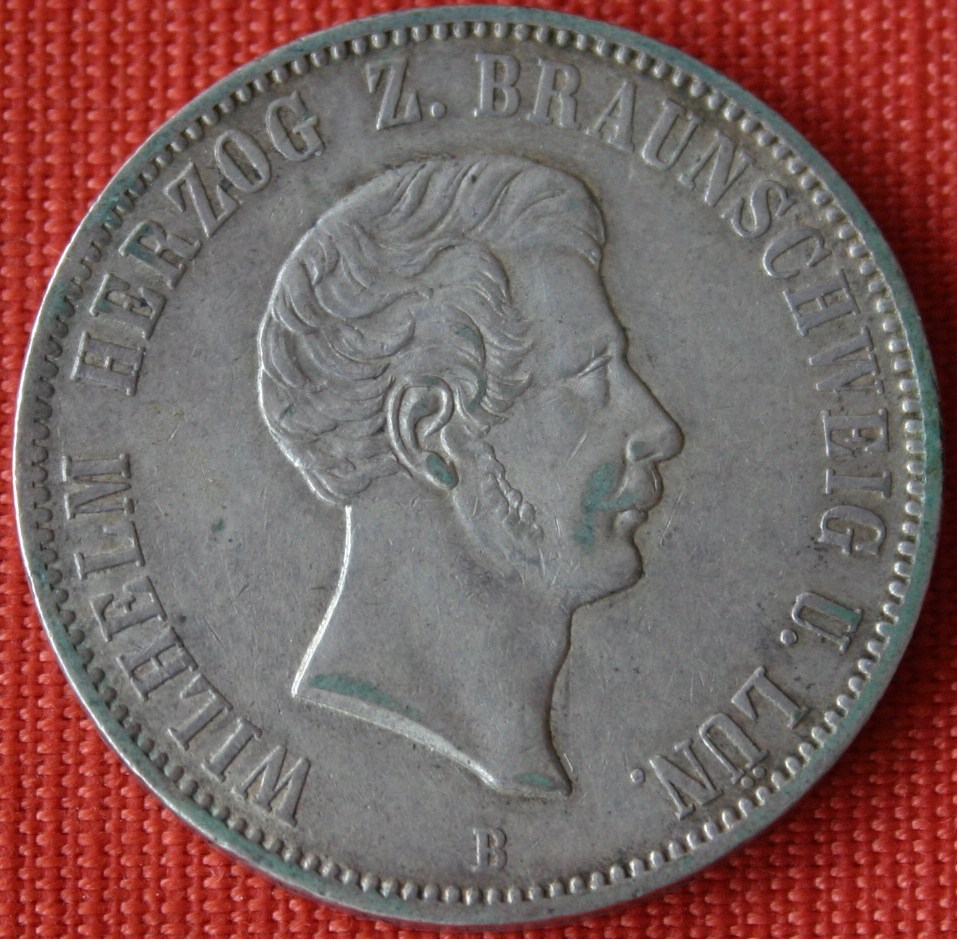
1 Taler aus dem Jahr 1853

Er wuchs nach dem Tod seiner Mutter in der britischen Hauptstadt London auf. Als kurz nach seiner Rückkehr 1815 nach Braunschweig sein Vater bei Quatre-Bras gefallen war, gerieten er und sein Bruder Karl unter die Vormundschaft des Prinzregenten Georg von Großbritannien und Hannover. Georg war ein Vetter ihres Vaters und mit ihrer Tante Caroline verheiratet. De facto übten Braunschweiger Staatsmänner die Vormundschaft über die Brüder aus oder diese befanden sich in der Obhut von Erziehern. Von 1820 bis 1822 hielten sie sich in Lausanne auf, im Anschluss bis Herbst 1823 ging Wilhelm zum Studium an die Universität Göttingen. Schließlich verrichtete er den preußischen Militärdienst, den er selbst als die glücklichste Zeit seines Lebens bezeichnete.
Von seinem Vater erbten er und sein Bruder Karl das Herzogtum Oels, eine nichtsouveräne Standesherrschaft in der preußischen Provinz Schlesien, das sie bis 1824 gemeinsam besaßen. Als Karl nach Vollendung der Volljährigkeit die Regierung im Herzogtum Braunschweig antreten konnte, überließ er Wilhelm das Herzogtum Oels. Wilhelm verbrachte bis zum Lebensende viel Zeit in Oels und starb auch dort.

## Militärische Laufbahn
Im Alter von 15 Jahren, am 30. Oktober 1821, erhielt Wilhelm die Ernennung zum Rittmeister im Garde-Husaren-Regiment der kgl. hannoverschen Armee, im April 1831 folgte übergangslos die Beförderung zum kgl. hannoverschen Feldmarschall.
Seinen aktiven Militärdienst absolvierte Wilhelm jedoch zwischen 1826 und 1830 im kgl. preußischen Heer. Am 17. Februar 1826 wurde er zum Rittmeister im 2. Gardelandwehr-Kavallerie-Regiment, mit Garnison in Berlin, bestallt. Im Oktober 1828 avancierte er zum Major. Nach der Flucht seines Bruders Karl II. vor einem Volksaufstand kehrte Wilhelm im September 1830 nach Braunschweig zurück und erhielt im Mai 1831 den erbetenen Abschied aus preußischen Diensten. Trotzdem erhielt er weitere Beförderungen: Im 1843 wurde er Generalmajor und Chef des Magdeburgischen Husaren-Regiments Nr. 10, 1844 folgte die Beförderung zum Generalleutnant und 1848 schließlich jene zum preußischen General der Kavallerie.
1852 wurde er Chef des kgl. hannoverschen Garde-Kürassier-Regiments, 1854 ernannte ihn Kaiser Franz Joseph von Österreich zum Oberstinhaber des Böhmischen Kürassier-(ab 1867 Dragoner-)Regiments Nr. 7.

## Auf dem Braunschweiger Thron 1830–1884
Im September 1830 kam es in Braunschweig zu einem Volksaufstand gegen Herzog Karl II., Wilhelms älteren Bruder. Karl hatte die Bevölkerung durch seinen an absolutistische Zeiten erinnernden Regierungsstil gegen sich aufgebracht. Der Konflikt mündete darin, dass das Residenzschloss in Flammen aufging und Karl fluchtartig Stadt und Land verließ. Auf Bitten des Braunschweiger Magistrates übernahm Wilhelm schon zwei Tage später die Regentschaft für seinen Bruder. Mit Beginn der Regentschaft bekam das Herzogtum Braunschweig auch eine neue Verfassung, die Landschafts-Ordnung, die den Bürgern wichtige Grundrechte garantierte. Es galt, das Land so schnell wie möglich wieder zu beruhigen. Allerdings blieb die Thronfrage noch einige Zeit ungeklärt.
Im Mai 1831 erklärte der Deutsche Bund den geflohenen Herzog Karl II. schließlich für regierungsunfähig. Wilhelm war damit der legitime Nachfolger, was später auch Österreich anerkannte. Allerdings bezog sich die Regierungsunfähigkeit nur auf Karl als Person, nicht auf seine möglichen Erben. Die Thronfolge blieb also ausdrücklich offen. Wilhelm musste folglich damit rechnen, dass er für seine eigenen Erben keinen Thronanspruch würde durchsetzen können. Wie bedeutend diese Unsicherheit für ihn war, ist unklar. Jedoch verzichtete er auf eine Heirat und blieb ohne legitimen Erben, ebenso wie sein Bruder Karl. Mit Wilhelms Tod 1884 erlosch das „Neue Haus Braunschweig“, das seit 1533 in den welfischen Stammlanden regierte und das neben dem „Neuen Haus Lüneburg“ (später Haus Hannover) die ältere welfische Linie darstellte.

## Nachfolge

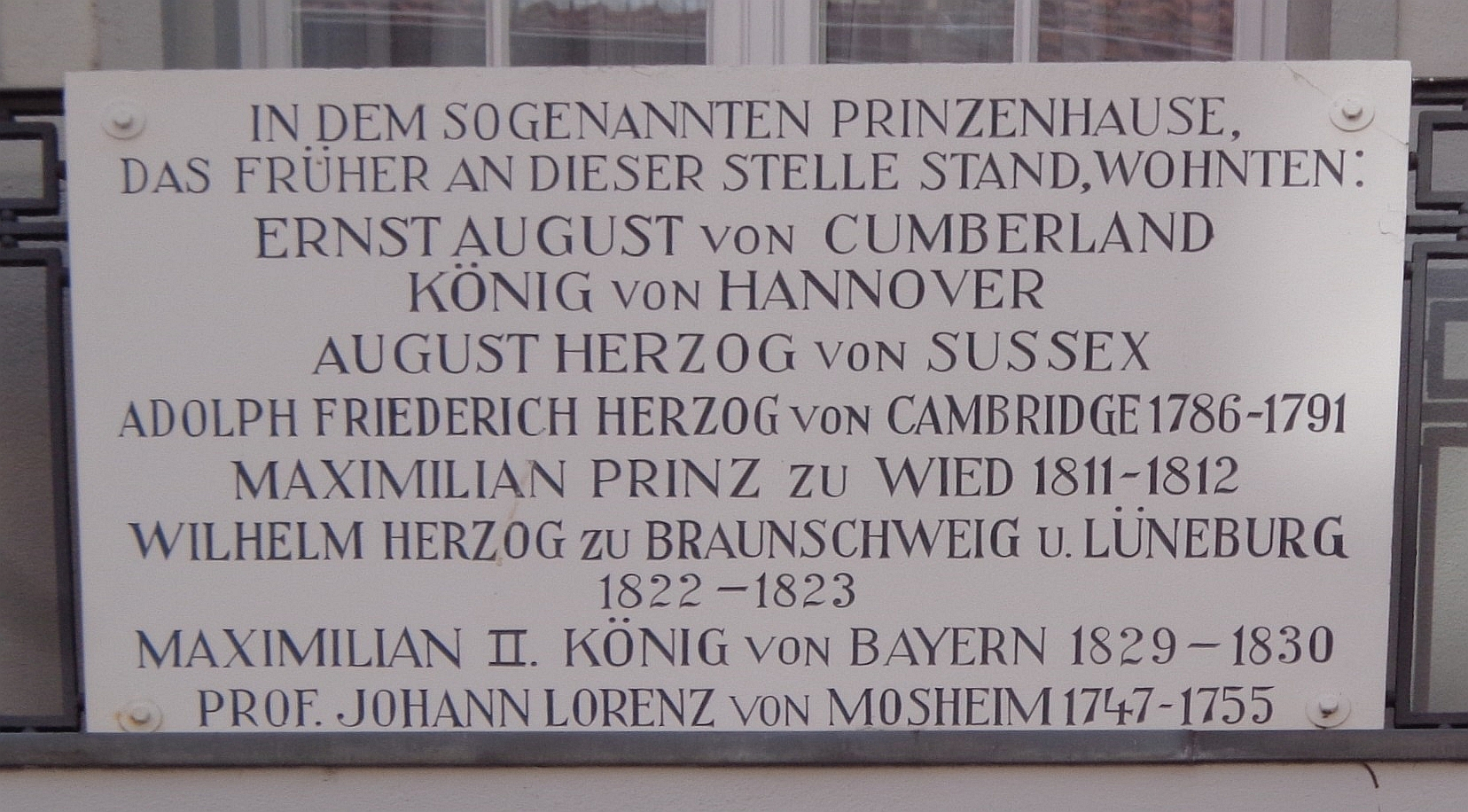
Göttingen, Erinnerungstafel für das frühere Prinzenhaus und seine bekannten Gäste

Nach Wilhelms Tod übernahm ein Regentschaftsrat die Regierungsgeschäfte in Braunschweig. Da Preußen und das Haus Hannover seit der Annexion des hannoverschen Königreiches 1866 verfeindet waren, blieb es dem eigentlichen Thronanwärter Ernst August von Hannover, Herzog von Cumberland versagt, die braunschweigischen Lande zu regieren. Von 1885 bis 1913 übernahmen Mitglieder anderer Fürstenhäuser die Regentschaft. Erst 1913 kam es zur Aussöhnung zwischen Welfen und Hohenzollern, als Ernst August, der Sohn des Herzogs von Cumberland, Viktoria Luise von Preußen heiratete, die einzige Tochter Kaiser Wilhelms II. In der Folge kehrte mit Ernst August der letzte Welfe als regierender Herzog nach Braunschweig zurück.

## Ahnentafel
| Herzog Wilhelm von Braunschweig             | Herzog Wilhelm von Braunschweig | Herzog Wilhelm von Braunschweig                                                                            | Herzog Wilhelm von Braunschweig                                                                        | Herzog Wilhelm von Braunschweig                                                                                   | Herzog Wilhelm von Braunschweig                                                                                    | Herzog Wilhelm von Braunschweig                                                                         | Herzog Wilhelm von Braunschweig                                                                         | Herzog Wilhelm von Braunschweig                                                                          |
| ------------------------------------------- | --- | --- | --- | --- | --- | --- | --- | --- |
| Ururgroßeltern                              | Herzog Ferdinand Albrecht II. (Braunschweig-Wolfenbüttel) (1680–1735) ⚭ 1712 Antoinette Amalie von Braunschweig-Wolfenbüttel (1696–1762) | König Friedrich Wilhelm I. (Preußen) (1688–1740) ⚭ 1706 Sophie Dorothea von Hannover (1687–1757)           | König Georg II. (Großbritannien) (1683–1760) ⚭ 1705 Caroline von Brandenburg-Ansbach (1683–1737)       | Herzog Friedrich II. (Sachsen-Gotha-Altenburg) (1676–1732) ⚭ 1695 Magdalena Augusta von Anhalt-Zerbst (1679–1740) | Erbprinz Friedrich von Baden-Durlach (1703–1732) ⚭ 1727 Anna Charlotte Amalie von Nassau-Dietz-Oranien (1710–1777) | Landgraf Ludwig VIII. (Hessen-Darmstadt) (1691–1768) ⚭ 1717 Charlotte von Hanau-Lichtenberg (1700–1726) | Landgraf Ludwig VIII. (Hessen-Darmstadt) (1691–1768) ⚭ 1717 Charlotte von Hanau-Lichtenberg (1700–1726) | Herzog Christian III. (Pfalz-Zweibrücken) (1674–1735) ⚭ 1719 Karoline von Nassau-Saarbrücken (1704–1774) |
| Urgroßeltern                                | Herzog Karl I. (Braunschweig-Wolfenbüttel) (1713–1780) ⚭ 1733 Philippine Charlotte von Preußen (1716–1801)                               | Herzog Karl I. (Braunschweig-Wolfenbüttel) (1713–1780) ⚭ 1733 Philippine Charlotte von Preußen (1716–1801) | Prinz Friedrich Ludwig von Hannover (1707–1751) ⚭ 1736 Augusta von Sachsen-Gotha-Altenburg (1719–1772) | Prinz Friedrich Ludwig von Hannover (1707–1751) ⚭ 1736 Augusta von Sachsen-Gotha-Altenburg (1719–1772)            | Markgraf Karl Friedrich (Baden) (1728–1811) ⚭ 1751 Karoline Luise von Hessen-Darmstadt (1723–1783)                 | Markgraf Karl Friedrich (Baden) (1728–1811) ⚭ 1751 Karoline Luise von Hessen-Darmstadt (1723–1783)      | Landgraf Ludwig IX. (Hessen-Darmstadt) (1719–1790) ⚭ 1741 Karoline von Pfalz-Zweibrücken (1721–1774)    | Landgraf Ludwig IX. (Hessen-Darmstadt) (1719–1790) ⚭ 1741 Karoline von Pfalz-Zweibrücken (1721–1774)     |
| Großeltern                                  | Herzog Karl Wilhelm Ferdinand (1735–1806) ⚭ 1764 Augusta von Hannover (1737–1813)                                                        | Herzog Karl Wilhelm Ferdinand (1735–1806) ⚭ 1764 Augusta von Hannover (1737–1813)                          | Herzog Karl Wilhelm Ferdinand (1735–1806) ⚭ 1764 Augusta von Hannover (1737–1813)                      | Herzog Karl Wilhelm Ferdinand (1735–1806) ⚭ 1764 Augusta von Hannover (1737–1813)                                 | Erbprinz Karl Ludwig von Baden (1755–1801) ⚭ 1774 Amalie von Hessen-Darmstadt (1754–1832)                          | Erbprinz Karl Ludwig von Baden (1755–1801) ⚭ 1774 Amalie von Hessen-Darmstadt (1754–1832)               | Erbprinz Karl Ludwig von Baden (1755–1801) ⚭ 1774 Amalie von Hessen-Darmstadt (1754–1832)               | Erbprinz Karl Ludwig von Baden (1755–1801) ⚭ 1774 Amalie von Hessen-Darmstadt (1754–1832)                |
| Eltern                                      | Herzog Friedrich Wilhelm (Braunschweig-Wolfenbüttel) (1771–1815) ⚭ 1802 Marie von Baden (1782–1808)                                      | Herzog Friedrich Wilhelm (Braunschweig-Wolfenbüttel) (1771–1815) ⚭ 1802 Marie von Baden (1782–1808)        | Herzog Friedrich Wilhelm (Braunschweig-Wolfenbüttel) (1771–1815) ⚭ 1802 Marie von Baden (1782–1808)    | Herzog Friedrich Wilhelm (Braunschweig-Wolfenbüttel) (1771–1815) ⚭ 1802 Marie von Baden (1782–1808)               | Herzog Friedrich Wilhelm (Braunschweig-Wolfenbüttel) (1771–1815) ⚭ 1802 Marie von Baden (1782–1808)                | Herzog Friedrich Wilhelm (Braunschweig-Wolfenbüttel) (1771–1815) ⚭ 1802 Marie von Baden (1782–1808)     | Herzog Friedrich Wilhelm (Braunschweig-Wolfenbüttel) (1771–1815) ⚭ 1802 Marie von Baden (1782–1808)     | Herzog Friedrich Wilhelm (Braunschweig-Wolfenbüttel) (1771–1815) ⚭ 1802 Marie von Baden (1782–1808)      |

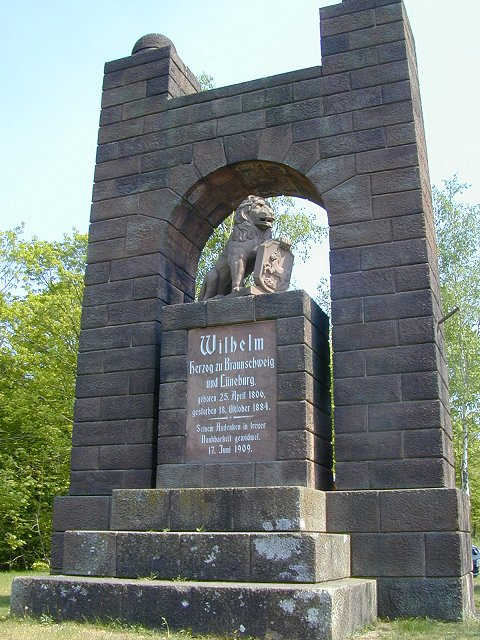
Denkmal in Rühle

| Herzog Wilhelm von Braunschweig (1806–1884) | | | | | | | | |

## Sonstiges
- 1875 wurden in einer Auflage von 100.000 Stück Goldmünzen des Deutschen Kaiserreiches im Nennwert von 20 Mark geprägt. Die Goldstücke zeigten auf der Kopfseite ein Reliefporträt von Wilhelm. Diese Reichsgoldmünzen wurden in der Münzprägestätte Berlin (A) hergestellt.[3]
- 1902 benannte man die Braunschweiggasse im 13. Wiener Gemeindebezirk Hietzing nach ihm, da er ab 1861 Ehrenbürger von Hietzing und ab 1878 Besitzer des Palais Cumberland war. 1909 wurde in Rühle ein Denkmal errichtet.
- Zu seinem 100. Geburtstag im Jahre 1906 wurde Herzog Wilhelm in verschiedenen Städten des Herzogtums besonders geehrt. So wurde das Wilhelm-Gymnasium in Braunschweig nach ihm benannt. In Wolfenbüttel wurde anlässlich der Geburtstagfeierlichkeiten das Denkmal um die Herzog-Linde eingeweiht.